# Ореовець (община Македонський Брод)
Ореовець (мак. Ореовец; іноді його також називають Ореоец) — село в общині Македонський Брод, у районі Дольно Кичево, неподалік від міста Македонський Брод.

## Географія та розташування

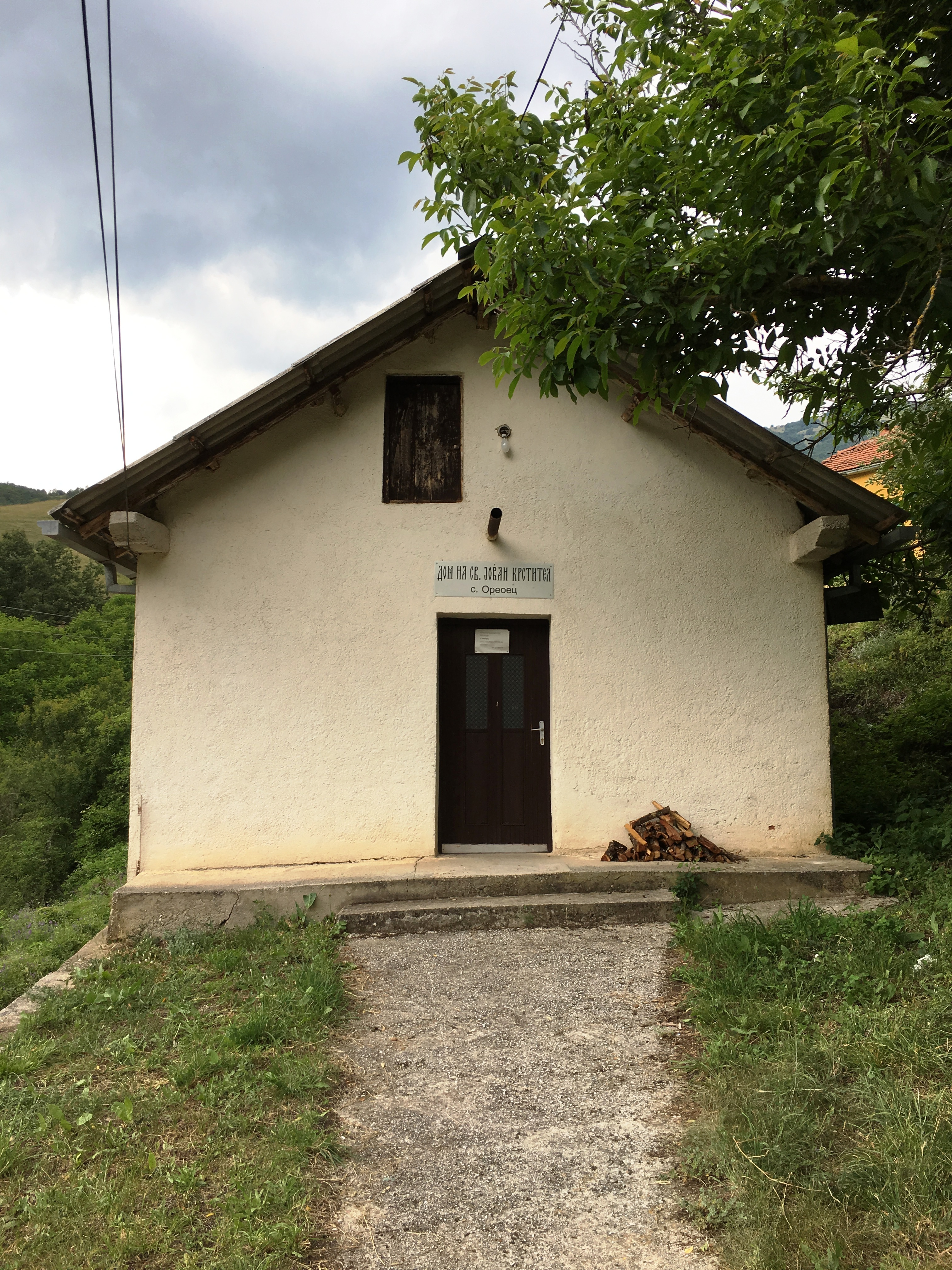
Будинок «Св. Івана Хрестителя» в селі

Село розташоване в районі Дольно Кичево, в південно-західній частині території муніципалітету Македонський Брод, безпосередньо на лівому березі річки Треска. Околиця села прилягає до території Кичевської міської ради. Село горбисте, на висоті 760 метрів. Це 10 кілометрів від міста Македонський Брод.
Атар займає площу 8,3 км2. Переважають ліси на площі 391 га, пасовища становлять 275 га, рілля 96 га.
Повз село проходить регіональна дорога Македонський Брод - Кичево. Згідно з кадастром північна частина регіональної дороги належить до території села Ореовець. Через це частина новозбудованих будинків мешканців села Пласниця, на самому перехресті в бік цього села, входить до території села Ореовець.

## Історія
У XIX столітті Ореовець був селом у Кичевській казазі Османської імперії.

## Економіка
В основному село має сільськогосподарсько-лісогосподарське призначення.

## Населення
За даними Василя К'нчова («Македонія. Етнографія і статистика ») за 1900 рік, в селі Ореовец проживало 144 жителі, всі македонці. За даними секретаря Болгарського екзархату Димитара Мішева («La Macédoine et sa Population Chrétienne»), у 1905 році в Ореовці проживало 128 жителів.
Село невелике, в якому в 1961 році проживало 153 жителі, з них 152 македонці і 3 турки. У 1994 році чисельність зменшилася до 85 жителів, з яких 52 турки і 33 македонці.
Згідно з переписом 2002 року в селі Ореовець проживало 155 осіб, з них 26 македонців, 128 турків  і 1 інший. 
За даними останнього перепису населення Македонії 2021 року, Ореовец має 75 мешканців.
| Рік       | 1900 | 1905 | 1948 | 1953 | 1961 | 1971 | 1981 | 1991 | 1994 | 2002 | 2021 |
| --------- | ---- | ---- | ---- | ---- | ---- | ---- | ---- | ---- | ---- | ---- | ---- |
| Населення | 144  | 128  | 175  | 193  | 153  | 108  | 56   | 77   | 85   | 155  | 75   |

Джерело за 1900 р.: Македонија. Етнографија и статистика.; за 1905 р.: La Macédoine et sa Population Chrétienne.; за 1948-2002 рр.: Државен завод за статистика на Република Македонија.; за 2021 р.: Државен завод за статистика на Република Македонија.

## Самоврядування і політика

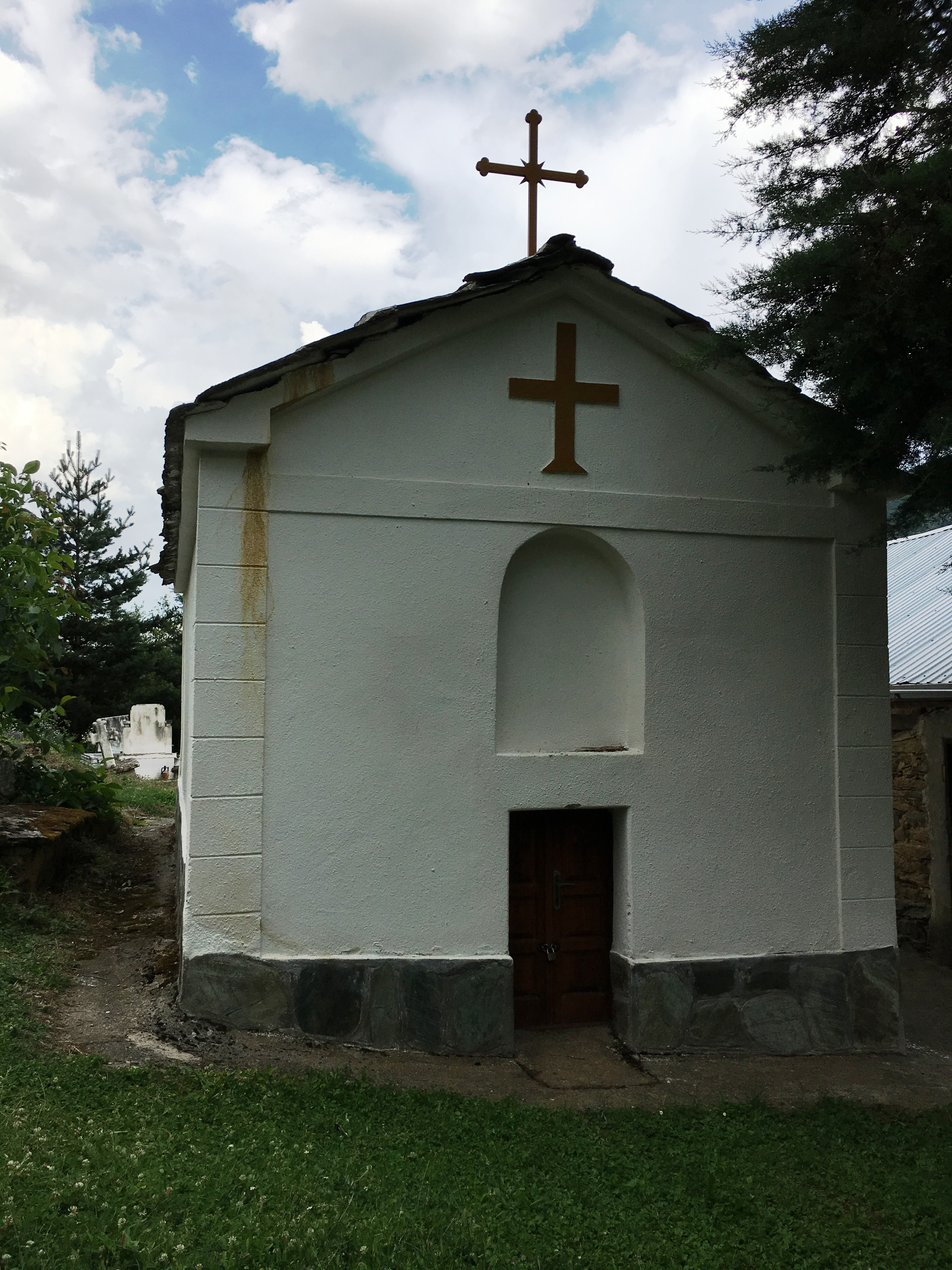
Головний сільський храм Св. Архангела Гавриїла

Село є частиною общини Македонський Брод, який був змінений новим територіальним поділом Македонії в 2004 році, і до нього було додано колишню общину Самоков. У період з 1996 по 2004 рік село входило до складу колишньої общини Самоков.
У 1950-1952 роках село входило до колишньої Русяцької общини, до складу якої входили села Ореовець і Русяці.
У період 1952-1955 років село входило до складу тодішньої общини Іжиште, в якому, окрім села Ореовець, були села Дворці, Іжиште, Лісікани, Пласниця, Преглево та Русяці.
У період 1955-1957 років село входило до складу тодішньої общини Брод.
У період 1957-1965 рр. село знаходилося в колишній общині Брод.
У період 1965-1996 років село входило до складу великої общини Брод.

## Культурні та природні пам'ятки
Археологічні пам'ятки 
- Мал Рід — церква і некрополь середньовіччя

Церкви  
- Церква «Святого Архангела Гавриїла» — головний храм села, збудований у 1628 році
- Церква «Святого Миколая» — монастирська церква, збудована у 1595 році

Монастирі
- Ореовицький монастир — монастир

## Галерея

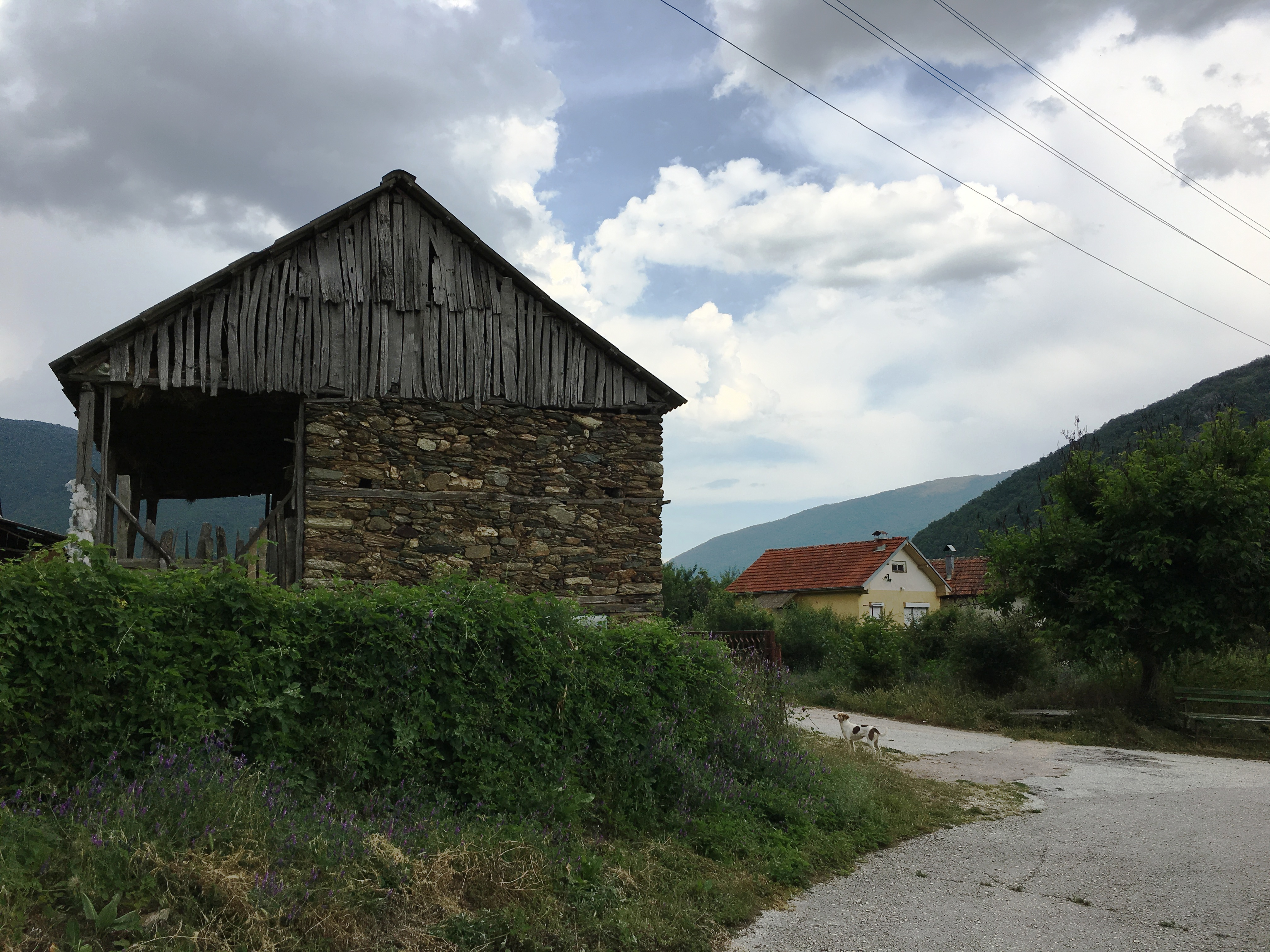
Будинки в селі
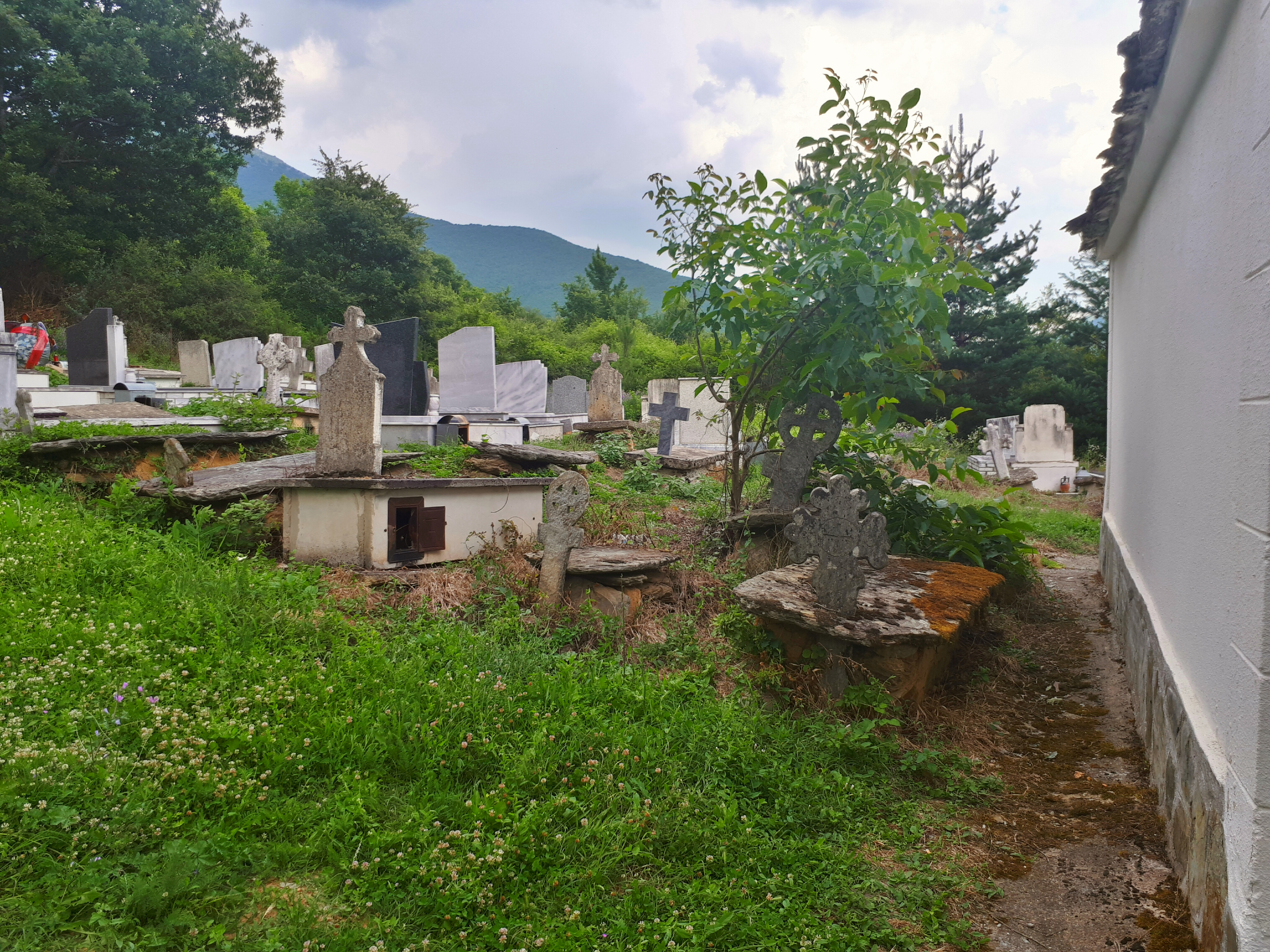
Сільський цвинтар
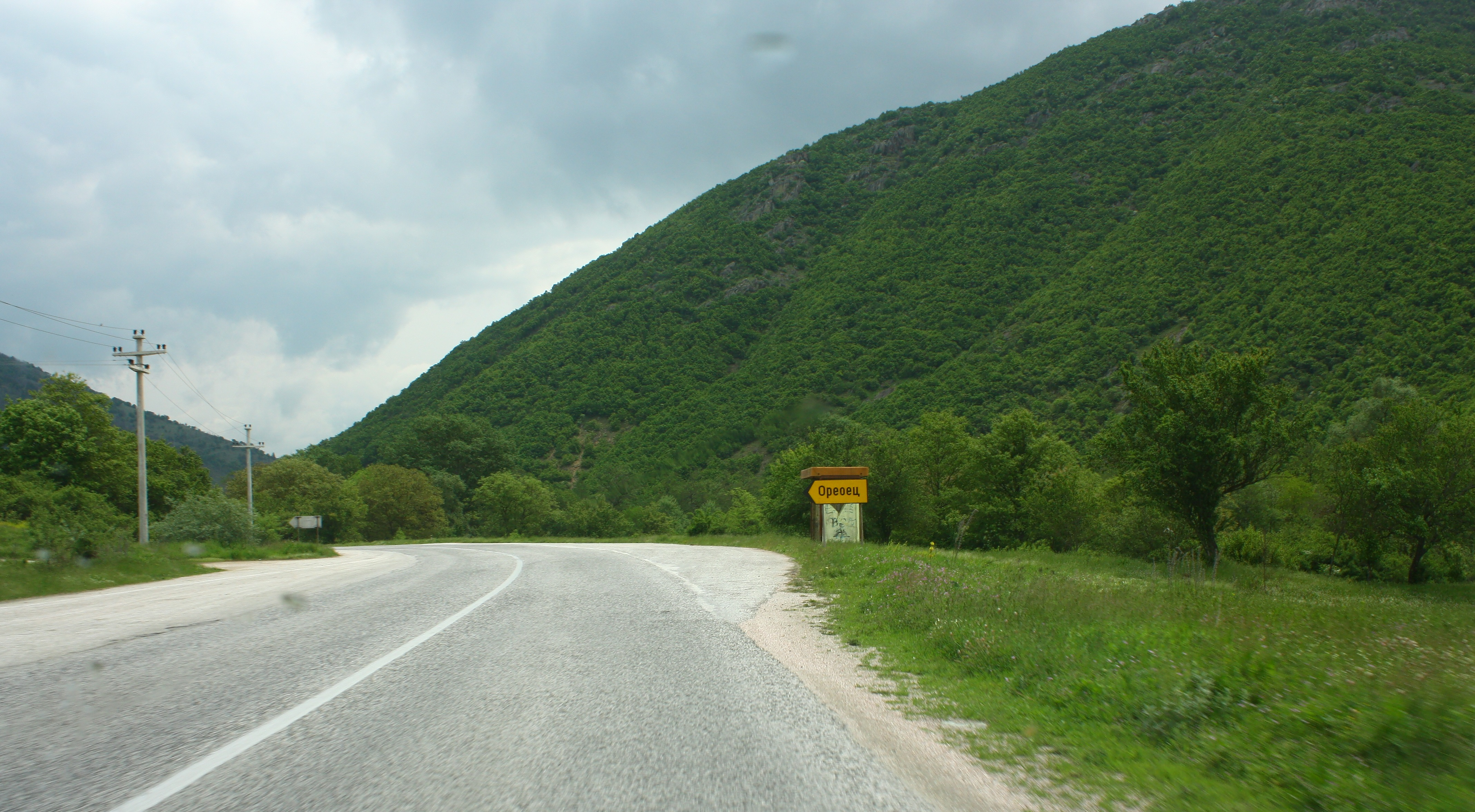
Дорожній вказівник